# Rhynchosia kilimandscharica
Rhynchosia kilimandscharica är en ärtväxtart som beskrevs av Hermann August Theodor Harms. Rhynchosia kilimandscharica ingår i släktet Rhynchosia och familjen ärtväxter. Inga underarter finns listade i Catalogue of Life.